# Guacara (encomienda)

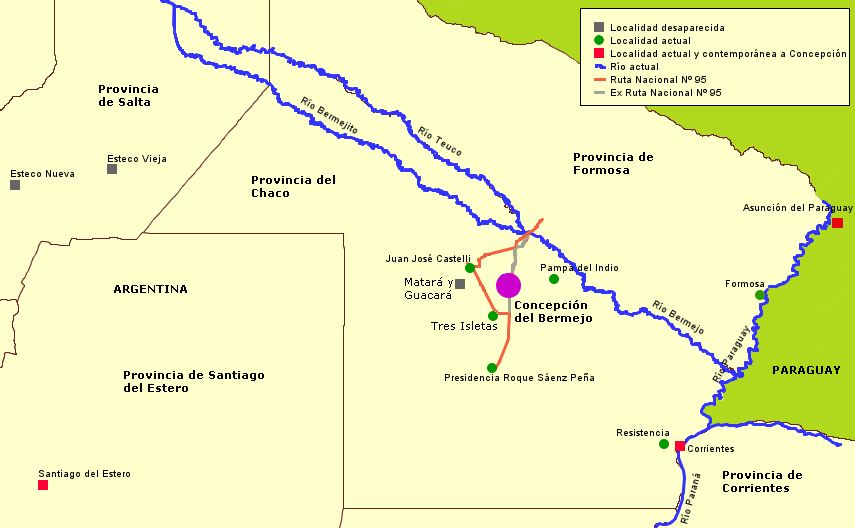
Mapa de Matará e Guacará segundo a divisão política atual

Guacara eram indígenas que viviam sob o regime das encomiendas, na zona do Chaco Austral, no final do Século XVI e começo do XVII. Suas ruínas encontram-se localizadas a sudoeste do Departamento General Güemes (Província do Chaco, Argentina), conhecida como Pampa de Tolosa.